# Santa Maria de les Olives
Santa Maria de les Olives és una església amb elements romànics i barrocs del poble de les Olives, del municipi de Vilademuls (Pla de l'Estany), inclosa a l'Inventari del Patrimoni Arquitectònic de Catalunya.

## Descripció
Església de planta rectangular i coberta a dues vessants. Interiorment s'estructura en una sola nau, amb afegits laterals i absis semioctogonal. L'accés a l'interior es realitza a través d'una façana veïna. La torre campanar és situada sobre la façana lateral contrària a la porta d'entrada. Presenta planta quadrada i coberta piramidal, a la part superior de cada façana hi ha una obertura en forma d'arc de mig punt.

## Història
Església parroquial de Les Olives, de Vilademuls.
Consta que ja existia una església al segle xii, l'any 1197 va ser transformada en col·legiata. Durant el segle xv, a més de l'altar major dedicat a Santa Maria, n'hi havia un altre dedicat a "Santiago el Mayor". Va ser secularitzada l'any 1592 i l'any 1606 va ser tornada a la Seu de Girona. Durant el segle xviii va ser reedificada. L'any 1936 va ser destruït el retaule gòtic (segle xvi) dedicat a Santa Úrsula, però s'ha pogut reconstruir posteriorment.
Sembla que de l'església primitiva queda una pila d'aigua beneïda, de 28 x 28 cm, i un fragment de mur de la façana septentrional, on hi ha una porta tapada que dona a un pati.